# Unió General de Dones Palestines
La Unió General de Dones Palestines (UGDP) (en anglès: General Union of Palestinian Women, GUPW; en àrab: الإتحاد العام للمرأة الفلسطينية) és l'organització oficial de dones palestines dins de l'Organització per a l'Alliberament de Palestina (OAP). Fou establerta l'any 1965 com a òrgan de l'OAP amb l'objectiu de crear una funció activa de dones a l'esfera econòmica, social i política als Territoris Palestins. El seu comitè executiu està format per quinze membres incloent-hi la presidència. La UGDP organitza exposicions que mostren vestits palestins, art i folklore, havent establert delegacions a 21 països. L'activista política Leila Khaled en forma part.